# محمد توفيق رحيم
محمد توفيق رحيم (بالكردية: محه‌مه‌د تۆفیق ره‌حیم)‏ وهو سياسي عراقي من أصل كردي.
شغمل منصب وزير الصناعة في أول حكومة بعد احتلال العراق في فترة مجلس الحكم. كان عضوا في الاتحاد الوطني الكردستاني لكنه استقال عام 2006 من الاتحاد الوطني الكردستاني الذي كان يرأسه جلال طالباني بسبب اتهامه للحزب بالفساد والمحسوبية. انضم إلى حزب حركة التغيير الذي أسسه نوشيروان مصطفى في عام 2009.
ترشح لمنصب رئاسة إقليم كردستان منافسا وحيدا لمسعود بارزاني في انتخابات الإقليم التي كان من المقرر أن تجرى أواخر عام 2017.

## سيرته الذاتية
ولد عام 1953 في مدينة السليمانية شمال العراق، درس الهندسة في الجامعة المستنصرية، ثم أكمل دراسته العليا في فرنسا والمملكة المتحدة في جامعتي باريس السوربون وباث. عاد إلى العراق في عام 1979 وانضم إلى البيشمركة وكذلك عضوا الاتحاد الوطني الكردستاني ليترقى سريعا في الحزب ويصبح عضوا في مكتبه السياسي ويشغل منصب مسؤول العلاقات السياسية بسبب إتقانه عددا من اللغات الأوروبية.
يتحدث اللغة الكردية، فهي لغته الأم، كما يتقن اللغات العربية والإنجليزية والفرنسية والألمانية وقليلا من اللغة التركية.